# Chandor
Chandor (concanim: चांदर,चांदोर) é uma povoação no Estado de Goa, Índia, situada nas margens do rio Kushavati. Conhecida então por Chandrapur, ou Chandraur, foi a capital dos Bhojas durante a dinastia Kadamba nas últimas décadas do século XI.